# Stadsjurist
Stadsjurist eller kommunjurist, i Stockholms stad stadsadvokat, är titeln på en jurist som är anställd av en kommun och arbetar med kommunens juridiska frågor och ärenden.